# Tanja Nijmeijer
Tanja Nijmeijer (Denekamp, 13 febbraio 1978) è una guerrigliera olandese, facente parte delle Forze Armate Rivoluzionarie della Colombia dal 2002.
È stata designata dallo Stato Maggiore Centrale delle FARC tra i rappresentanti del gruppo rivoluzionario al tavolo dei dialoghi che si tiene a L'Avana e a Oslo a partire dal 2012 con il governo colombiano.

## Biografia
Ha studiato all'università di Groningen la lingua spagnola. È andata per la prima volta in Colombia nel 1998, come insegnante di inglese. Ritornata nei Paesi Bassi per terminare gli studi, rientrò nel paese sudamericano nel 2002 per aderire all'organizzazione guerrigliera dislocata a Bogotà.
Ha effettuato degli attacchi nella capitale colombiana, prima di essere collocata in uno dei fronti del Blocco Orientale della guerriglia, nell'Amazzonia sudorientale del paese. Ha assunto il nome di battaglia di Alexandra Nariño.

## La condanna negli Stati Uniti
Tanja Nijmeijer è stata condannata da una Corte Federale degli Stati Uniti d'America per il suo coinvolgimento nella cattura di tre cittadini statunitensi in Colombia, accusati di essere agenti dell'intelligence nordamericana sotto copertura. Dopo che l'aereo Cessna 208 di proprietà del dipartimento della difesa degli Stati Uniti, con il quale stavano sorvolando una porzione della selva del Caquetá venne abbattuto dalla guerriglia , vennero mantenuti dalle FARC in condizione di prigionieri di guerra nel dipartimento del Guaviare. In tale circostanza, la Nijmeijer ha svolto il ruolo di traduttrice tra i prigionieri ed il comando guerrigliero. Successivamente alla liberazione dei tre avvenuta mediante l'operazione militare Jaque, gli ex-prigionieri hanno dichiarato che Tanja Nijmeijer ha avuto un ruolo attivo in questa vicenda.

## Il diario
Nel 2007 sono stati resi pubblici, da parte del governo colombiano, alcuni stralci del diario redatto dalla guerrigliera durante i primi tempi della sua militanza. Il diario venne recuperato dall'esercito durante un'operazione militare in un accampamento delle FARC. In tali righe si legge della stanchezza della guerrigliera per la vita dura e la nostalgia per il suo paese. Secondo l'allora ministro della difesa e Juan Manuel Santos, si tratterebbe della dimostrazione che l'organizzazione guerrigliera non abbia fini lodevoli di lotta alla povertà, bensì sia interessata unicamente ai lauti guadagni derivanti dal traffico di cocaina e dai sequestri di persona.. Tanja Nijmeijer afferma invece che il suo diario è stato oggetto di manipolazione mediatica da parte del governo, che le critiche ivi espresse riguardano solo aspetti minori e normali di discussione in una organizzazione politica e si domanda come mai non venga mai sottolineato che in tale diario non vi è alcun riferimento alle attività oggetto di accusa nei confronti delle FARC..